# Gyöngyössy György

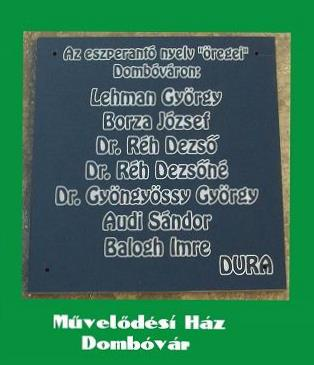
Dombóvári eszperantisták emléktáblája

Gyöngyössy György (Dombóvár, 1912. április 24. – 1999) magyar orvos, dombóvári eszperantista.

## Életpályája, munkássága
1931-ben érettségizett a Királyi Katolikus Esterházy Miklós Nádor Főgimnázium-ban. 1937-ben általános orvosi diplomát szerzett a pécsi Erzsébet Tudományegyetemen, 1955-ben a fogorvosi diplomát is megszerezte. 1938-1944 között a mohácsi kórház belgyógyászati és szülészeti osztályán dolgozott. 1944-től 1968-ig körzeti orvos-ként működött Dombóváron, majd sportorvos a Dombóvári Vasutas Sport Egyesület-nél.
1969-ben MÁV főorvosnak nevezték ki, ekkor került kapcsolatba Borza Józseffel, a dombóvári eszperantó szakkör alapítójával. 60 éves korában megtanulta ő is az eszperantó nyelvet, hamarosan a dombóvári MÁV eszperantó szakcsoportjának elnöke (1969? — 1983) lett. A világ számos országában élő (többek között Japánban) eszperantistákkal levelezett, részt vett a Lengyelországban, Csehszlovákiában és a Budapesten megrendezett eszperantó világkongresszusokon.